# Bruno Artuso
Bruno Artuso (Treviso, 4 Agosto 1923 – Treviso, 2 Aprile 1987) è stato un calciatore e allenatore di calcio italiano, di ruolo terzino.

## Caratteristiche tecniche
Giocava come mediano.

## Carriera

### Giocatore
Nella stagione 1940-1941 esordisce nel Treviso, con cui disputa 6 partite in Serie C; nella stagione 1941-1942 gioca invece 2 partite, mentre nella stagione 1942-1943 diventa uno dei punti fermi della squadra veneta, con cui gioca tutte e 22 le partite di campionato. Nella stagione 1943-1944 gioca 11 partite in Divisione Nazionale, sempre nel Treviso, squadra con cui milita anche alla ripresa dei campionati dopo la Seconda guerra mondiale: disputa infatti 17 partite in Serie B-C Alta Italia nella stagione 1945-1946.
Nella stagione 1946-1947 gioca 20 partite in Serie C con la maglia del Conegliano, mentre nella stagione 1947-1948 e nella stagione 1948-1949 veste la maglia del Montebelluna, sempre in terza serie. Continua a giocare in questa categoria anche nel corso della stagione 1949-1950 e della stagione 1950-1951, con il Brindisi; gioca nella squadra pugliese anche nella stagione 1952-1953, in IV Serie.

### Allenatore
Ha allenato l'LEO Oderzo.